# Joseph-Abel Mottard
Pour les articles homonymes, voir Mottard.
Joseph-Abel Mottard est un architecte avignonnais, né à Avignon le 4 juillet 1701, et mort dans la même ville le 18 octobre 1778.

## Biographie
Joseph-Abel Mottard est le fils de Joseph Abel (1661-1737), maçon à Avignon, et de Suzanne Ozy (1669- ). Peu d'études ont été faites sur cet architecte avignonnais.
Entre 1737 et 1746, il rehausse de deux étages le clocher de la collégiale Saint-Agricol d'Avignon.
Vers 1740, il continue les travaux d'agrandissement du collège Saint-Nicolas d'Annecy commencés par Pierre Mignard.
En 1743, grâce à la générosité de l'apothicaire Thomas Hérisson (1639-1724) qui légua sa fortune « aux pauvres orphelins et nécessiteux » de la ville, il donne les plans de la Maison de Charité ou Aumône générale de Cavaillon avec l'architecte Brun de L'Isle-sur-la-Sorgue. La construction est confiée au maître maçon Jean-Louis Bertet, de Cavaillon. La chapelle est bénie en 1749 par François-Marie de Manzi, évêque de Cavaillon.
Joseph-Abel Mottard a donné les plans de l'hôtel de ville de Cavaillon en 1749. Il a remis les plans et le devis de la chapelle de l'ancien hôpital de Cavaillon qui ont été agréés par le bureau de l'hôpital le 24 août 1753. Le prix-fait pour la construction est donné le 12 juin 1755 Jean-Louis Bertet, maître maçon de Cavaillon.
Il réalise en 1750 et 1754 l'église Sainte-Croix de Maussane-les-Alpilles.
En 1758, Joseph-Abel Mottard intervient comme expert avec Pierre Bourdon pour faire la réception du bâtiment du grenier à sel de la Ferme du roi à Avignon.
En 1759, l'hoirie de Joseph-Dominique d'Inguimbert, mort deux ans plus tôt, lui confie la surveillance des travaux de la fin de la construction du grand escalier de l'hôtel-Dieu de Carpentras.
Bien qu'aucun document ne permet d'affirmer qu'il en est l'architecte, Patrick Jourdan suppose qu'il a donné les plans des bâtiments des aménagements du château des d'Arbaud-Jouques à Jouques, réalisés dans les années 1750, jusqu'en 1779. Le château prévu n'a pas été réalisé et le plan du château qui était encore consultable à la bibliothèque Méjanes en 1950 a disparu. Joseph-Abel Mottard est mort à Avignon le 18 octobre 1778.

## Famille
- Joseph Mottaz (puis Motta, Mottard), maître maçon originaire du Grand-Albergement au diocèse de Genève, venu s'installer à Avignon en 1690[7],[8],[9]  est dit originaire du diocèse de Genève dans son acte de mariage, à Avignon, le 1er septembre 1697, avec Suzanne Ozy, fille de Nicolas Ozy, marchand de fer, et Clémence Canonge.
  - Clémence Mottard (1698- )
  - Joseph-Abel Mottard (1701-1778), marié en premières noces, vers 1726, avec Marie Rose Tremoulet (morte en 1736)
    - Rose Magdeleine Mottard (1727- )
    - Esprit Louis Philippe Mottard (1736-1741)

  - Joseph-Abel Mottard (1701-1778), marié en secondes noces à Avignon, le 29 octobre 1738, avec Marie Catherine Mazelly (1705-1771)
    - Antoine Mathieu Mottard (1740-1799), commis négociant, marié à Avignon, en 1765, avec Thérèse Marie Bigonet
      - Joseph Abel Mottard (1765-1821), commis négociant.

    - Joseph-Antoine Mottard, architecte[10],
    - Jean Ange Mottard, architecte,
    - Pierre Mottard, architecte,
    - Marcel Benoît Mottard (1746-1747)

  - Marie Catherine Mottard (1703- ) a épousé en 1723 le sculpteur dijonnais Pierre Rollin
  - Marie Mottard (1705-1751)
  - Pierre Ignace Mottard (1707-1760), architecte à Avignon.
  - Suzanne Catherine Mottard (1709- )
  - Jean Joseph Mottard (1711- )